# Jackie Söderman
Jean Ludvig Jackie Söderman, ursprungligen Jean Ludvig Söderman, född 27 maj 1927 i Göteborg, död 3 april 2011 i Askims församling, Göteborgs kommun, var en svensk regissör, koreograf och teaterchef.

## Biografi
Söderman studerade balett i London och Paris. Han var engagerad på Stora Teatern i Göteborg som dansör från 1947, som balettmästare 1953–55 och som koreograf och regissör 1955–58. Därefter blev Söderman frilansande regissör. Han arbetade med såväl talteater som operett och revy. Under åren 1964–67 regisserade han på Dramaten och 1967–79 var han regissör och producent vid TV-teatern i Göteborg. För TV regisserade Söderman dramaserier som Hem till byn, författad av Bengt Bratt som också skrev manus till Södermans enda långfilm Charlotte Löwensköld efter en roman av Selma Lagerlöf.
Söderman var chef för Stora Teatern i Göteborg 1980–83, för teater- och musikavdelningen på TV2 i Stockholm 1984–86 samt för TV-teatern i Göteborg 1986–87.

## Filmografi

### Regi i urval
- 1969 - Klas Klättermus (TV)
- 1969 - Friställd (TV-serie)
- 1971 - Offside (TV-serie)
- 1971 - I väntan på Godot (TV)
- 1971 - Hem till byn (TV-serie), avsnitt 1–6
- 1972 - Rävspel (TV-serie)
- 1973 - Hem till byn, avsnitt 7–12
- 1974 - Jourhavande (TV-serie)
- 1976 - Hem till byn, avsnitt 13–20
- 1977 - Bröderna (TV-film)
- 1979 - Charlotte Löwensköld
- 1981 - Charlotte Löwensköld och Anna Svärd (TV-serie)
- 1990 - Hem till byn, avsnitt 21–26
- 1995 - Hem till byn, avsnitt 27–32
- 1999 - Hem till byn, avsnitt 33–40
- 2002 - Hem till byn, avsnitt 41–46

## Teater

### Regi (ej komplett)
| År   | Produktion                                            | Upphovsmän                                                  | Teater                                             |
| ---- | ----------------------------------------------------- | ----------------------------------------------------------- | -------------------------------------------------- |
| 1956 | Can-Can                                               | Cole Porter och Abe Burrows                                 | Riksteatern                                        |
| 1959 | Romans på slottet                                     | Staffan Tjerneld och Kai Normann Andersen                   | Folkteatern, Göteborg                              |
| 1961 | Miss 6                                                | Bertil Norström och Gunnar Hoffsten                         | Norrköping-Linköping stadsteater                   |
| 1961 | Fantasticks The Fantasticks                           | Tom Jones och Harvey Schmidt Översättning Gösta Rybrant     | Lilla Teatern Regi tillsammans med Tom Dan-Bergman |
| 1962 | Kar de Mummarevyn 1962, revy                          | Kar de Mumma                                                | Folkan regi tillsammans med Hasse Ekman            |
| 1962 | Party: Picknick på slagfältet Pique-nique en campagne | Fernando Arrabal Översättning Evert Lundström               | Lilla Teatern                                      |
| 1962 | Party: De tre hjältarna I tre bravi                   | Dario Fo Översättning Bertil Bodén                          | Lilla Teatern                                      |
| 1962 | Party: Drömmar i Omsk                                 | Lars Forssell                                               | Lilla Teatern                                      |
| 1963 | Min syster och jag Meine Schwester und ich            | Ralph Benatzky Översättning Gösta Rybrant                   | Norrköping-Linköping stadsteater                   |
| 1963 | Brecht on Brecht                                      | George Tabori Översättning Erwin Leiser                     | Lilla Teatern                                      |
| 1963 | Cranks                                                | John Cranko Översättning Gösta Rybrant                      | Lilla Teatern                                      |
| 1964 | Famfam                                                | Jean-Pierre Ferrier, Ricet Barrier och Bernard Lelou        | Folkteatern, Göteborg                              |
| 1964 | Stockholmare, vet du vaad, revy                       | Kar de Mumma                                                | Folkan                                             |
| 1964 | Va' ska vi göra Hvad ska vi lave                      | Klaus Rifbjerg och Jesper Jensen Översättning Gösta Rybrant | Lilla Teatern                                      |
| 1964 | Å vilket härligt krig Oh, what a lovely war           | Charles Chilton                                             | Dramaten                                           |
| 1966 | I väntan på Godot Waiting For Godot                   | Samuel Beckett                                              | Dramaten                                           |
| 1967 | Flickan i Montreal                                    | Lars Forssell                                               | Dramaten                                           |
| 1967 | Milda makter You're a Good Man, Charlie Brown         | Clark Gesner                                                | Idéonteatern                                       |
| 1969 | The PoW show, revy                                    | Povel Ramel                                                 |                                                    |
| 1974 | PoW show II – Andra varvet runt, revy                 | Povel Ramel                                                 |                                                    |
| 1976 | Vita hästen Im weißen Rößl                            | Hans Müller och Ralph Benatzky                              | Oscarsteatern                                      |
| 1991 | Peter Pan                                             | J.M. Barrie                                                 | Dramaten                                           |
| 1992 | Knäpp igen, revy                                      | Povel Ramel                                                 |                                                    |

### Koreografi (ej komplett)
| År   | Produktion                                 | Upphovsmän                                 | Regi               | Teater                           |
| ---- | ------------------------------------------ | ------------------------------------------ | ------------------ | -------------------------------- |
| 1954 | Oh, mein Papa Das Feuerwerk                | Paul Burkhard                              | Lars Barringer     | Stora Teatern                    |
| 1961 | Miss 6                                     | Bertil Norström och Gunnar Hoffsten        | Jackie Söderman    | Norrköping-Linköping stadsteater |
| 1961 | Gisslan The hostage                        | Brendan Behan Översättning Jan Olof Olsson | Lars-Erik Liedholm | Helsingborgs stadsteater         |
| 1963 | Min syster och jag Meine Schwester und ich | Ralph Benatzky Översättning Gösta Rybrant  | Jackie Söderman    | Norrköping-Linköping stadsteater |

### Roller
| År   | Roll        | Produktion         | Regi            | Teater        |
| ---- | ----------- | ------------------ | --------------- | ------------- |
| 1963 | Medverkande | Cranks John Cranko | Jackie Söderman | Lilla Teatern |